# Episodi di Petra (seconda stagione)
La seconda stagione della serie televisiva Petra, composta da quattro episodi, è stata trasmessa in anteprima assoluta su Sky dal 16 settembre 2022 per i clienti Sky Extra da almeno tre anni, mentre la normale programmazione è avvenuta a partire da mercoledì 21 settembre 2022 in contemporanea su Sky Cinema, Sky Serie e Now TV.
| nº | Titolo                       | Prima TV          |
| -- | ---------------------------- | ----------------- |
| 1  | Serpenti nel paradiso        | 16 settembre 2022 |
| 2  | Un bastimento carico di riso | 23 settembre 2022 |
| 3  | Carnevale diabolico          | 30 settembre 2022 |
| 4  | Nido vuoto                   | 7 ottobre 2022    |

## Serpenti nel paradiso
Nella piscina della propria villa, all’interno di un comprensorio, viene ritrovato morto l’avvocato Giovanni Traveri. Petra aveva conosciuto l’uomo il giorno prima su una app di incontri e ci era finita a letto. Così, con l’aiuto dei colleghi Monte e Reva, tiene nascosto questo particolare per non perdere il caso. Viene uccisa poi anche la governante ucraina di casa Traveri, Olga, che aveva una relazione con Franco, addetto alla sicurezza del comprensorio. La poliziotta scopre che a uccidere Traveri è stato proprio Franco su richiesta di Olga e che il mandante dell’omicidio è Malena Resi, amante dell’avvocato nonché moglie del suo socio Giordano, che ha obbligato la governante facendo leva sul fatto che anni prima l’aveva salvata da una tratta di prostitute facendola assumere da Giovanni. La Resi con l’avvocato aveva avuto una figlia che tutti pensavano essere nata dall’unione con Giordano e oltretutto Traveri aveva messo incinta anche l’amica comune Giulia Salvia facendola infuriare.
- Altri interpreti: Valentina Bartolo (Malena Resi), Massimo Nicolini (Giovanni Traveri), Valentina D'Agostino (Ines Traveri), Silvia Degrandi (Giulia Salvia), Tommaso Basili (Michele Salvia), Alida Bevk (Olga), Dina Braschi (signora Vitagliano), Andrea Di Casa (Franco), Fabio Fiori (Carlo Mecci), Felice Leveratto (signor Vitagliano), Alberto Onofrietti (collega di Franco), Massimiliano Setti (Giordano Resi).

## Un bastimento carico di riso
Petra indaga sulla morte di un senzatetto, ucciso con un colpo di pistola e poi preso a calci da due persone che sembrano degli appartenenti a un gruppo di naziskin. Petra e Antonio vengono aiutati da Yolanda, nuova fidanzata dell’ex marito della poliziotta, e dal direttore del centro di accoglienza presso cui lavora, Riccardo Crespo. Si scopre che la vittima, Tommaso Villalba, laureato in economia, prestava servizio presso la Fondazione Prelà nell’ambito di un percorso di reinserimento sociale. Mentre Petra inizia ad andare a letto con Crespo, Antonio frequenta stabilmente Beatrice, donna facoltosa conosciuta in crociera. Una sera Petra viene aggredita da due naziskin ma riesce a reagire; nella fuga uno di loro fa cadere una sciarpa e così la poliziotta stana il responsabile: il gruppo confessa di aver pestato Tommaso quando però era già morto. Nelle stesse ore viene trovato morto anche Anselmo Giordi, amico di Tommaso, ucciso con la stessa pistola. Un prete collega Tommaso a Dario Colonni, che ha un precedente per truffa ma anche lui viene trovato morto. L’uomo si occupava dei lasciti della Fondazione Prelà, come raccontato da Adolfo Prelà, e della contabilità del nuovo progetto della “casa di strada”. Petra arriva a scoprire la verità: Colonni aveva ucciso Giordi e Villalba, suo consulente, ed era poi stato ucciso dallo stesso Prelà, che ha provato a incastrare il proprio figlio Fabio per salvare l’azienda di famiglia. Dopo aver confessato il fatto, Prelà si spara davanti al figlio e ai due poliziotti.
- Altri interpreti: Maurizio Donadoni (Adolfo Prelà), Sergio Romano (Riccardo Crespo).

## Carnevale diabolico
Mauro Montieri, un allevatore di molluschi che rifornisce molti ristoranti genovesi, viene trovato morto in centro ancora travestito dopo la notte di Carnevale. La polizia nel frattempo capisce che Mauro usava l'allevamento di ostriche come copertura per un traffico di cocaina e durante una perquisizione trova della droga nascosta nelle cassette di molluschi. Subito dopo viene trovato morto, sempre mascherato, il suo socio Filippo Comano nell’hotel di sua proprietà a Zoagli dopo che si erano perse le sue tracce. Sembrerebbe essersi trattato di un suicidio per il senso di colpa di aver ucciso il socio e così il caso inizialmente viene chiuso. Petra non è convinta e il commissario della scientifica le dice che Comano aveva assunto la droga dello stupro. Si segue la pista della fidanzata storica di Mauro, Susanna Trapani, che si è suicidata nel 2012 nello stesso hotel dove è morto Filippo. I poliziotti scopriranno che la ragazza si era suicidata dopo essere stata drogata e violentata dai due e che a uccidere i due per vendetta è stata la sua amica Francesca. Antonio e Beatrice hanno deciso di sposarsi e a fare da testimoni al poliziotto sono chiamati suo figlio Alessandro, tornato a Genova per l’occasione dopo diverso tempo, e Petra. Nel frattempo Petra, durante la pulizia della teca, ha fatto scappare il ragno che è libero in casa e per questo motivo va a dormire in albergo ma a fine episodio il ragno apparirà sul pavimento del salotto.
- Altri interpreti: Fabio Barone (Alessandro Monte), Paolo Serra (padre di Mauro), Alessandro Bianchi (chef Daverio), Carlo Sciaccaluga (Stefano Durci), Giuseppe Gaiani (prof. Molina), Grazia Capraro (Lucilla), Mariangela Granelli (madre di Susanna), Davide Mancini (Filippo Comano), Giulia Mazzarino (Francesca), Stefania Micheli (madre di Mauro).

## Nido vuoto
Petra accompagna Antonio a provarsi l’abito da sposo nell'atelier Fiumara. Petra va nel bagno del centro commerciale, una ragazzina le ruba la borsa che conteneva anche la pistola e scappa a bordo di uno scooter. Una bambina di nome Marina ritrova la borsa poco lontano e la riconsegna alla poliziotta ma la pistola è stata rubata. La piccola, dalle foto di un centro per minori, riconosce la ladra che si chiama Delia. Con la pistola di Petra, che lei pensava essere stata venduta sul mercato nero, vengono uccisi prima un tizio che si fa chiamare il Lord dai ragazzini che adesca per farli prostituire, poi la sua complice Marta Boriescu e infine la stessa Delia il cui corpo viene fatto ritrovare in un parco. Petra è sconvolta perché si sente in colpa e pensa di lasciare il caso ma Antonio la sprona a continuare e lei, tramite Hans Drugel, detenuto a Marassi, risale all’identità del Lord, suo vecchio sodale, ovvero Andrea Certaldo. I poliziotti scoprono che aveva prestato servizio presso il centro minori della dottoressa Loredano la quale si era innamorata di lui; Certaldo le aveva portato Delia mentendole sulla sua provenienza (la madre della ragazza non voleva più prostituirsi e voleva uscire dal giro ed era stata uccisa a botte da Certaldo). La Loredano racconta ai poliziotti che Delia le aveva confessato di aver ucciso il Lord e la Boriescu la cui figlia, Rosa, aveva visto tutto e aveva seguito la ragazza fino a casa della dottoressa uccidendola per poi sparire; la Loredano avrebbe poi portato il suo cadavere nel bosco. In conclusione Antonio si sposa con Beatrice e alla festa si presenta anche Marco Artiga, il papà della piccola Marina che ha un flirt con Petra.
- Altri interpreti: Francesco Colella (Marco Artiga), Fabio Barone (Alessandro Monte), Fiammetta Bellone (dott.ssa Loredano), Bianca Friscelli (operatrice centro per minori), Anis Gharbi (ristoratore libanese), Angelo Minoli (fioraio), Christian Stamm (Hans Drugel).